# 3990 Хаймдал
3990 Хаймдал (3990 Heimdal) — астероїд головного поясу, відкритий 25 вересня 1987 року.
Тіссеранів параметр щодо Юпітера — 2,984.